# آبشار استیرکیس
آبشار استیرکیس (به انگلیسی: Staircase Falls) آبشاری است که در پارک ملی یوسیمیتی، کالیفرنیا، ایالات متحده آمریکا واقع شده و ارتفاع کلی ریزشگاه آن ۱٬۳۰۰ فوت (۴۰۰ متر) است.